# Glenea latevittipennis
Glenea latevittipennis är en skalbaggsart som beskrevs av Stefan von Breuning 1950. Glenea latevittipennis ingår i släktet Glenea och familjen långhorningar. Inga underarter finns listade i Catalogue of Life.